# Robert Quine
Robert Wolfe Quine (ur. 30 grudnia 1942 w Akron, zm. 31 maja 2004 w Nowym Jorku) – amerykański gitarzysta i muzyk sesyjny, znany ze współpracy z takimi artystami jak Richard Hell & the Voidoids, Lou Reed, Brian Eno, John Zorn, Ikue Mori, Marc Ribot, Marianne Faithfull, Tom Waits, Lloyd Cole i Matthew Sweet.

## Życiorys
Robert Quine urodził się w Akron w stanie Ohio. Był siostrzeńcem filozofa Willarda Van Ormana Quine'a i kuzynem Dana Auerbacha z grupy The Black Keys. W 1968 roku ukończył prawo na Washington University w St. Louis. Przez kilka lat pisał podręczniki poświęcone zagadnieniom prawa podatkowego. Na początku lat 70. przeprowadził się do Nowego Jorku, gdzie przez krótki czas uczęszczał do Berklee School of Music.

## Kariera
W latach 60. Robert Quine występował w kilku zespołach. m.in. w Bruce's Farm, z którym wykonywał przeróbki utworów The Byrds. W 1969 roku, za zgodą zespołu, zarejestrował na taśmie występy The Velvet Underground w St. Louis i San Francisco, które ukazały się w 2001 roku pt. Bootleg Series Volume 1: The Quine Tapes. Muzyka The Velvet Underground stanowiła istotną inspirację w kształtowaniu stylu gry Quine'a.
Po przeprowadzce do Nowego Jorku, Quine podjął pracę w księgarni, gdzie poznał Richarda Hella - basistę i wokalistę grupy The Voidoids. Quine dołączył do zespołu Hella w połowie lat 70. i zarejestrował z nim dwa albumy: Blank Generation (1977) i Destiny Street (1982). Wyprodukował również debiutancki singiel nowojorskiej grupy DNA. W kolejnych latach współpracował jako muzyk sesyjny m.in. z Lydią Lunch i zespołem Material. W 1980 roku nagrał album z Brianem Eno, który nigdy nie ujrzał światła dziennego. Obydwu artystów łączyła długoletnia przyjaźń.
Na początku lat 80. Quine podjął współpracę z gitarzystą Jodym Harrisem. Efektem sesji nagraniowych był instrumentalny album Escape (1981). W tym samym czasie Quine rozpoczął kooperację z Lou Reedem - pojawił się jako muzyk sesyjny na albumach The Blue Mask (1982) i Legendary Hearts (1983), uczestniczył też w dwóch trasach koncertowych Reeda (wideo A Night with Lou Reed [1983] oraz album Live in Italy [1984]). Relacja Quine'a i Reeda była burzliwa (Reed usunął większość gitarowych partii Quine'a z Legendary Hearts) i ostatecznie zakończyła się w 1985 roku.
W 1984 roku ukazał się album Basic firmowany przez duet Robert Quine/Fred Maher. W późniejszych latach Quine pojawiał się w roli sidemana i gościa m.in. na albumach Toma Waitsa, Johna Zorna (seria Filmworks z lat 1992-97) Marianne Faithfull, Scritti Politti, Briana Eno, They Might Be Giants, Matthew Sweeta i Lloyda Cole'a. Jednym z najciekawszych albumów z tego okresu jest Painted Desert (1995) podpisany przez trio Ikue Mori/Robert Quine/Marc Ribot.
W sumie Quine wziął udział w nagrywaniu blisko 70 płyt.

## Styl gry
Charakterystyczne brzmienie gitary Roberta Quine'a wynikało z jego szerokich inspiracji jazzem, bluesem, rock'n'rollem i muzyką ambient. Do ulubionych artystów gitarzysty zaliczali się: The Velvet Underground, Miles Davis, The Stooges, Chuck Berry, Lou Reed, The Byrds, Brian Eno, James Burton, Ritchie Valens, Hank Marvin, Jimmy Reed, Bill Evans, Roy Buchanan, Jimmy Raney i Grant Green.
W trakcie swojej kariery, Quine używał rozmaitych modeli gitary elektrycznej (m.in. Danelectro, Fender Stratocaster, Fender Telecaster) i szeregu efektów gitarowych (Electro-Harmonix, Prescription Electronix, Fender Blender i in.).
Według Marca Ribota, „w kategoriach punkowych solówek gitarowych, Quine’a zdecydowanie można nazwać innowatorem”. Lester Bangs pisał, że Quine był „pierwszym gitarzystą, który przekuł przełomowe wczesne dokonania Lou Reeda i Jamesa Wlliamsona na nowy, indywidualny język”.
W 2010 roku Robert Quine trafił na 80. miejsce listy 100 najlepszych gitarzystów, opublikowanej przez magazyn Rolling Stone.

## Śmierć
W sierpniu 2003 roku zmarła żona Quine'a, Alice Sherman. 31 maja 2004 roku w Nowym Jorku zrozpaczony gitarzysta popełnił samobójstwo, wstrzykując sobie śmiertelną dawkę heroiny.

## Wybrana dyskografia
- Richard Hell & The Voidoids - Blank Generation (1977)
- Lydia Lunch - Queen of Siam (1979)
- Jody Harris/Robert Quine - Escape (1981)
- Material - Temporary Music (1981)
- Richard Hell & The Voidoids - Destiny Street (1982)
- Lou Reed - The Blue Mask (1982)
- Lou Reed - Legendary Hearts (1983)
- Lou Reed - Live in Italy (1984)
- Robert Quine/Fred Maher - Basic (1984)
- John Zorn - The Big Gundown (1984)
- Tom Waits - Rain Dogs (1985)
- John Zorn - Spillane (1986)
- Marianne Faithfull - Strange Weather (1987)
- Matthew Sweet - Earth (1989)
- Lloyd Cole - Lloyd Cole (1990)
- Matthew Sweet - Girlfriend (1991)
- Lloyd Cole - Don't Get Weird One Me Babe (1991)
- Brian Eno - Nerve Net (1992)
- John Zorn - Filmworks 1986-1990 (1992)
- Matthew Sweet - Altered Beast (1993)
- Matthew Sweet - Son of Altered Beast (1994)
- Matthew Sweet - 100% Fun (1995)
- Ikue Mori with Robert Quine and Marc Ribot - Painted Desert (1995)
- Lloyd Cole - Love Story (1995)
- John Zorn -  Filmworks III: 1990-1995 (1996)
- John Zorn -  Filmworks V: Tears of Ecstasy (1996)
- John Zorn -  Filmworks IV: S&M + More (1997)
- John Zorn - Filmworks VII: Cynical Hysterie Hour (1997)
- John Zorn - The Bribe (1998)
- John Zorn - Taboo & Exile (1999)
- Kazuyosh Saito - Cold Tube (2000)
- Lloyd Cole - Etc. (2001)
- Andre Williams - Bait and Switch (2001)
- Michael DuClos - Lustro (2002)
- Sonny Vincent - The Good, The Bad and The Ugly (2003)